# Роз'їзд 86 Жалгизагаш
Роз'їзд 86 Жалгизага́ш (каз. рзд.86 Жалғызағаш) — станційне селище у складі Аральського району Кизилординської області Казахстану. Входить до складу Саксаульського сільського округу.
У радянські часи селище називалось Желги-Загеч або Жалтизагаш.
Населення — 166 осіб (2021; 171 у 2009, 156 у 1999).